# Park Zachodni we Wrocławiu
Park Zachodni (Bebelpark, Westpark), to park położony w zachodniej części Wrocławia. Nazwa parku została nadana § 1 pkt 3 uchwały nr LXXI/454/93 Rady Miejskiej Wrocławia z dnia 9 października 1993 roku w sprawie nazw parków i terenów leśnych istniejących we Wrocławiu. Pieczę nad Parkiem Zachodnim sprawuje Zarząd Zieleni Miejskiej, podległy Departamentowi Architektury i Rozwoju Urzędu Miejskiego Wrocławia. Powstał w latach 1897 – 1899(1905-1910). Park częściowo leży na terenie dawnych cmentarzy.
Park położony jest pomiędzy ulicami i następującymi terenami:
- od południa – Ulica Lotnicza[c]
- od północy – Ulica Pilczycka[d] oraz Grobla Kozanowska
- od zachodu – Nowy Cmentarz Żydowski we Wrocławiu[e]
- od wschodu – Ulica Wejherowska[f]

Atrakcjami parku są:
- place zabaw dla dzieci[1][2]
- polana widokowa w starorzeczu Odry[1][2]
- boisko[1][2]
- stanowisko bluszczu pospolitego[1]
- figura aniołka[1][2]
- pozostałości po umocnieniach z czasów I wojny światowej[2]
- aleja dębowa wzdłuż starorzecza Odry[1]

Na obrzeżach parku położone są następujące obiekty:
- Nowy Cmentarz Żydowski we Wrocławiu
- hala Orbita, basen, sztuczne lodowisko w hali, hotel
- Most Milenijny